# Холмстрём, Август
Август Вильгельм Холмстрём (швед. August Wilhelm Holmström; 1829, Гельсингфорс, Великое княжество Финляндское — 1903, Санкт-Петербург, Российская империя) — финский ювелир, мастер фирмы Карла Фаберже в Санкт-Петербурге.
Учился у петербургского ювелира Герольда, в 1850 году стал подмастерьем. В 1857 году стал мастером и основал собственную мастерскую. В этом же году перенял руководство мастерской Густава Фаберже в Санкт-Петербурге. Наряду с известными яйцами Фаберже, Холмстрём создал целый ряд качественных, эксклюзивных и ценных украшений, которые хранятся в настоящее время в Эрмитаже.
Внучка Холмстрёма Альма Пиль также стала ювелиром и работала в фирме Фаберже.